# 수원 올림픽 공원

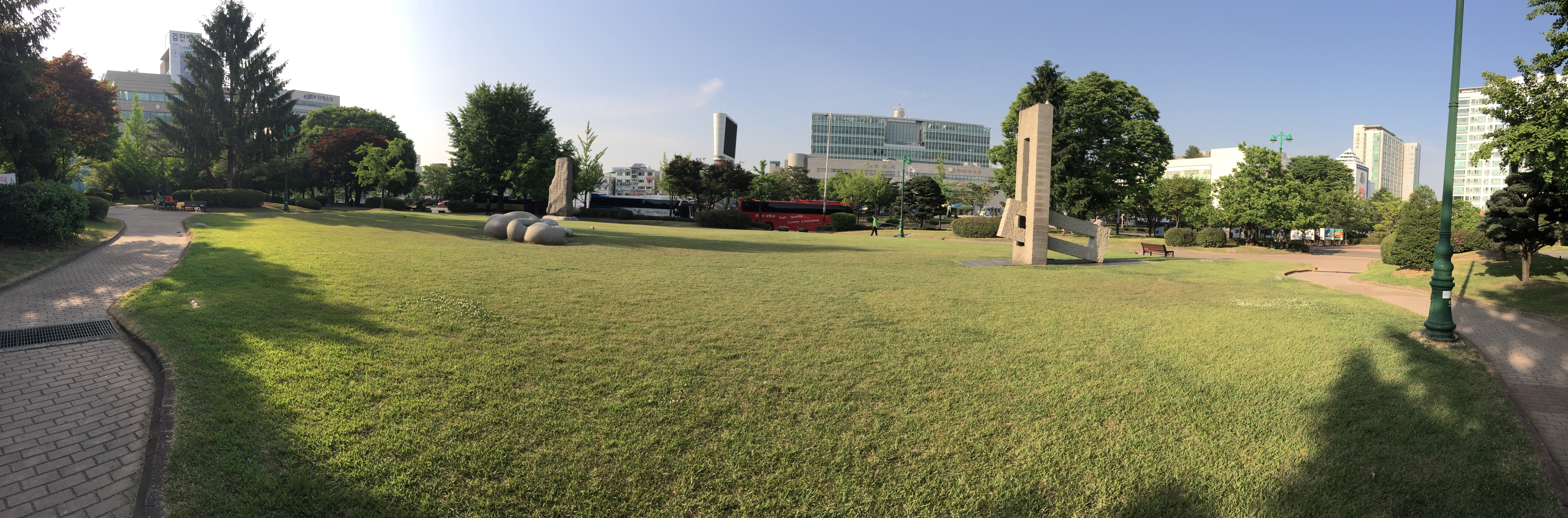
수원 올림픽 공원.

수원 올림픽 공원(水原 Olympic 公園)은 대한민국 경기도 수원시 권선구 권선동에 위치한 공원이다.